# Anne Zagré
Anne Zagré (née le 13 mars 1990 à Uccle) est une athlète belge, spécialiste du sprint et du saut en longueur, affiliée au Royal Racing Club de Bruxelles à ses débuts, elle passe au Royal Excelsior Sports Club Brussels en 2012.

## Biographie
Elle est d’origine burkinabé.

## Carrière
En 2009, Anne Zagré remporte le titre continental junior du 100 m haies en 13 s 21. Elle prend par la suite la troisième place des Jeux de la Francophonie en 13 s 37, devancée par sa compatriote Élisabeth Davin (13 s32) et par la Sénégalaise Gnima Faye (13 s 35).
Par la suite, elle est éliminée en série des Championnats d'Europe 2010 de Barcelone puis lors des mondiaux 2011 de Daegu. En 2012, Zagré prend la cinquième place des Championnats d'Europe d'Helsinki en 13 s 02 mais est finalement reclassée quatrième à la suite du test antidopage positif de la vainqueure, la Turque Nevin Yanıt. Quelques semaines plus tard, lors du meeting Spitzen de Lucerne, en Suisse, Anne Zagré bat le record national de Belgique en réalisant 12 s 79 (+ 1,4 m/s), réalisant ainsi à la dernière minute les minima pour les Jeux olympiques de Londres. Lors de ces Jeux, elle est éliminée en demi-finale avec le chrono de 12 s 94.

### Record national à 12 s 71 (2015)
En 2013, pour ses troisièmes mondiaux séniors, elle est disqualifiée pour faux-départ en demi-finale. Elle se rattrape quelques semaines plus tard en réalisant un doublé 100 m haies / 4 × 100 m aux Jeux de la Francophonie en remportant respectivement ses courses en 13 s 41 et en 44 s 70.
En 2014, elle termine à nouveau à la quatrième place des Championnats d'Europe se déroulant à Zurich, dans le temps de 12 s 89. Lors des Championnats de Belgique 2015, Zagré bat le record national en 12 s 71.
Le 7 juin 2016, elle se classe 7e du Meeting de Montreuil en 13 s 07. Un mois plus tard jour pour jour, Zagré prend la 5e place de la finale des championnats d'Europe d'Amsterdam en 12 s 97.

### Saison 2017
Le 10 février 2017, elle améliore à Berlin sur 60 m haies son record personnel (8 s 03), en 8 s 00. Elle confirme deux jours plus tard à Metz en descendant pour la 1re fois sous les 8 secondes, réalisant 7 s 98.

## Palmarès
| Date | Compétition                       | Lieu      | Résultat | Épreuve     | Temps   |
| ---- | --------------------------------- | --------- | -------- | ----------- | ------- |
| 2007 | Championnats du monde jeunesse    | Ostrava   | 3e       | 100 m haies | 13 s 58 |
| 2008 | Championnats du monde juniors     | Bydgoszcz | 5e       | 100 m haies | 13 s 55 |
| 2009 | Championnats d'Europe juniors     | Novi Sad  | 1re      | 100 m haies | 13 s 21 |
| 2009 | Jeux de la Francophonie           | Beyrouth  | 3e       | 100 m haies | 13 s 37 |
| 2012 | Championnats d'Europe             | Helsinki  | 4e       | 100 m haies | 13 s 02 |
| 2013 | Championnats d'Europe par équipes | Dublin    | 3e       | 100 m haies | 13 s 33 |
| 2013 | Jeux de la Francophonie           | Nice      | 1re      | 100 m haies | 13 s 41 |
| 2013 | Jeux de la Francophonie           | Nice      | 1re      | 4 × 100 m   | 44 s 70 |
| 2014 | Championnats d'Europe par équipes | Tallinn   | 2e       | 4 × 100 m   | 44 s 74 |
| 2014 | Championnats d'Europe             | Zurich    | 4e       | 100 m haies | 12 s 89 |
| 2015 | Championnats d'Europe par équipes | Heraklion | 1re      | 100 m haies | 13 s 03 |
| 2015 | Championnats d'Europe par équipes | Heraklion | 5e       | 4 x 100 m   | 44 s 95 |
| 2016 | Championnats d'Europe             | Amsterdam | 5e       | 100 m haies | 12 s 97 |
| 2017 | Championnats d'Europe en salle    | Belgrade  | Séries   | 60 m haies  | DSQ     |
| 2017 | Championnats d'Europe par équipes | Vaasa     | 3e       | 100 m haies | 13 s 36 |

### Championnats de Belgique
| Outdoor     | 2006 | 2007 | 2008 | 2009 | 2010 | 2011 | 2012 | 2013 | 2014 | 2015 | 2016 | 2017 | 2018 | 2019 | 2020 | 2021 |
| ----------- | ---- | ---- | ---- | ---- | ---- | ---- | ---- | ---- | ---- | ---- | ---- | ---- | ---- | ---- | ---- | ---- |
| 100 m       | –    | 5e   | –    | 2e   | –    | –    | 1re  | 1re  | 1re  | 1re  | 2e   | –    | –    | –    | 5e   |      |
| 200 m       | –    | 6e   | –    | –    | –    | –    | –    | –    | –    | –    | –    | 3e   | –    | –    | –    |      |
| 100 m haies | –    | –    | –    | 3e   | 2e   | –    | 1re  | 1re  | 2e   | 1re  | 1re  | 1re  | 2e   | 1re  | 1re  |      |

| Indoor      | 2006 | 2007 | 2008 | 2009 | 2010 | 2011 | 2012 | 2013 | 2014 | 2015 | 2016 | 2017 | 2018 | 2019 | 2020 | 2021 |
| ----------- | ---- | ---- | ---- | ---- | ---- | ---- | ---- | ---- | ---- | ---- | ---- | ---- | ---- | ---- | ---- | ---- |
| 60 m        | 8e   | –    | 8e   | 4e   | –    | –    | –    | –    | –    | –    | –    | –    | –    | –    | –    | –    |
| 060 m haies | –    | –    | –    | 2e   | –    | 2e   | 2e   | –    | –    | 2e   | –    | –    | –    | –    | 4e   | 1re  |
| Longueur    | –    | 2e   | –    | –    | –    | –    | –    | –    | –    | –    | –    | –    | –    | –    | –    | –    |
| Triple saut | 5e   | 2e   | –    | –    | –    | –    | –    | –    | –    | –    | –    | –    | –    | –    | –    | –    |

## Records
| Épreuve     | Épreuve   | Performance  | Lieu           | Date            |
| ----------- | --------- | ------------ | -------------- | --------------- |
| 60 m haies  | En salle  | 7 s 98       | Metz           | 12 février 2017 |
| 100 m       | Plein air | 11 s 42      | Bruxelles      | 17 juin 2012    |
| 100 m haies | Plein air | 12 s 71 (NR) | Heusden-Zolder | 18 juillet 2015 |